# Martin Burkhardt (Künstler)
Martin Burkhardt (* 1967 in Stuttgart) ist ein  freischaffender Maler, Grafiker, Medien- und Raumkünstler. Er lebt in Wien und Baden-Baden und wurde durch multimediale Kunstprojekte wie Haus der Musik und via aquae – Weg des Wassers bekannt.

## Leben
Martin Burkhardt studierte zwischen 1989 und 1996 Freie Grafik, Malerei und Objektkunst bei Alfred Hrdlicka an der Universität für Angewandte Kunst in Wien. Seit 2001 arbeitet er auch mit Animationsvideos bzw. der Wechselwirkung stehender und bewegter Bildmedien (Projekt „Ophion“ mit Walter Pucher, in der Galerie Edition Stalzer, Wien). Als Partner des Büros für Gestaltung in Baden-Baden arbeitet er unter anderem für dort ansässige Unternehmen. 2006 und 2009 hat er in Zusammenarbeit mit der Hochschule RheinMain in Wiesbaden die Ausstellungen „Hölderlin in Homburg“ und „Via Aquae - Weg des Wassers“ für die Stadt Wiesbaden konzipiert und realisiert.

## Werk
Seit Mitte der 90er Jahre bildet die Raumwahrnehmung des Menschen das Zentrum seiner künstlerischen Arbeit. In seinen Werken setzt er sich mit Medieninstallationen, Ausstellungsdesign und der Belebung städtischer Räume auseinander (Kooperationen mit ORF, Ars Electronica, Stadt Wien). Als Berater in verschiedenen interdisziplinären Expertenteams hat er eine eigene Theorie des Raumsehens entwickelt („Synoptikum“ – Ideenstudie eines Zentrums für fachübergreifendes Denken der Uni Wien und „Stadt / Raum / Nahbarkeit“ – zur Belebung moderner Stadträume, Stadtplanung Wien 2002). In seinem malerischen Werk steht der menschliche Körper im Vordergrund. Im Zyklus Paarbilder erforscht er die nah-ferne-paradoxe Wirkung von Bildgegenständen.

## Projekte, Förderungen (Auswahl)
- unraum (Kooperation mit ORF-Kunstradio 1998)
- SUMMER / ZKM & Ars Electronica, Internationale Koproduktion von Ars Electronica Linz, Unesco Rostrum, ORF Ö1, Kunsthalle Wien, NGBK Berlin, ZKM Karlsruhe, Kulturabteilung der Stadt Wien, BKA Kunstsektion
- wo denken – Ruheräume im öffentlichen Raum (erster Preis bei „caught in transit“, Rotterdam 2000)
- sonosphere – Haus der Musik, Wien – Grafik und Raumgestaltung
- Projekt ID
- Ophion – Animationsvideo / in Zusammenarbeit mit Walter Pucher, gefördert vom Medienbeirat der Stadt Wien, 2005
- Hölderlin (Ausstellung im Schloss Bad Homburg in Zusammenarbeit mit Jochen Schmidt, 2006)
- via aquae – Weg des Wassers Ausstellung im Alten Zollamt, Wiesbaden 2009

### Auszeichnungen
- Österreichischer Museumspreis 2002 und Multimedia & e-business Staatspreis in der Sparte Kultur und Entertainment, 2001 für sonosphere
- Österreichischer Preis für Kunst im öffentlichen Raum 2003